# Carl Tham
Carl Gustav Vilhelm Tham (ur. 5 lipca 1939 w Sztokholmie) – szwedzki polityk, menedżer i dyplomata, poseł do Riksdagu, minister w latach 1978–1979 i 1994–1998.

## Życiorys
Kształcił się na Uniwersytecie w Sztokholmie. Dołączył do Ludowej Partii Liberałów, został etatowym pracownikiem tego ugrupowania. W latach 1969–1977 był sekretarzem partii. Później pełnił funkcję sekretarza stanu w administracji rządowej. Od 1978 do 1979 sprawował urząd ministra bez teki odpowiedzialnego za energetykę w rządzie, którym kierował Ola Ullsten. Pod koniec lat 70. zasiadł w Riksdagu.
W 1982 zrezygnował z aktywności politycznej, dwa lata później opuścił liberałów. W 1986 dołączył do Szwedzkiej Socjaldemokratycznej Partii Robotniczej. W 1983 został dyrektorem generalnym państwowej agencji energii (Statens energiverk), a w 1985 objął to samo stanowisko w agencji rozwoju międzynarodowego SIDA. Od 1994 do 1998 sprawował urząd ministra edukacji w gabinetach Ingvara Carlssona i Görana Perssona.
W latach 2002–2006 był ambasadorem Szwecji w Niemczech.